# Ceaca, Sălaj
Ceaca este un sat în comuna Zalha din județul Sălaj, Transilvania, România.

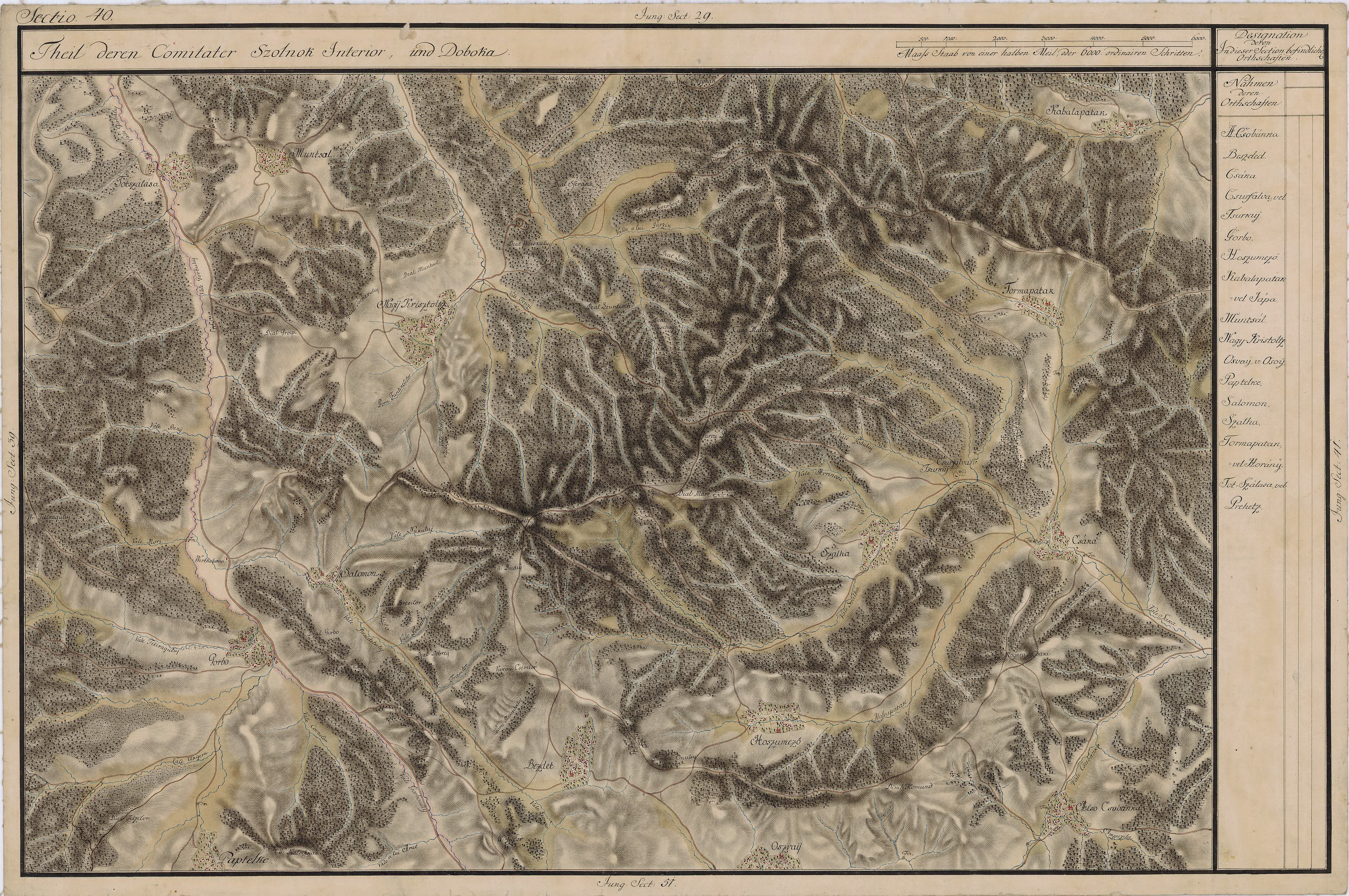
Ceaca în Harta Iosefină a Transilvaniei, 1769-1773

 Acest articol despre o localitate din județul Sălaj este deocamdată un ciot. Puteți ajuta Wikipedia prin completarea lui.